# Analeptic
Psihanalepticele sau analepticele sunt medicamente care prezintă un efect stimulant asupra sistemului nervos central, în special la nivel respirator și circulator.
În această categorie intră o mare varietate de medicamente, inclusiv cele utilizate pentru tratamentul depresiei, ADHD-ului, al apneei și al deprimării respiratorii. Pot avea și efect convulsivant, putând induce hiperexcitație, neliniște și tahipnee. Utilizarea lor cea mai importantă este tratamentul de urgență al deprimării respiratorii și revenirea după utilizarea de anestezice.